# 서울남명초등학교
서울남명초등학교는 대한민국 서울특별시 양천구 신정3동에 위치한 공립 초등학교이다.

## 학교 연혁
- 1991년 10월 30일: 서울남명국민학교 설립인가
- 1992년 10월 29일: 서울남명국민학교 개교
- 1996년 3월 1일: 서울남명초등학교로 명칭 변경
- 2022년 10월 29일: 개교 30주년